# کارینجا (بتلیس)
کارینجا (به ترکی استانبولی: Karınca) یک منطقهٔ مسکونی در ترکیه است که در بیتلیس واقع شده‌است. کارینجا ۳۷۰ نفر جمعیت دارد.